# Adam Nordén
Adam Nordén (22 april 1971, Stockholm) is een Zweedse componist voor filmmuziek en televisieseries.

## Loopbaan
In zijn tienerjaren speelde Nordén keyboard in verschillende lokale jazz- en popbandjes. Hij componeerde de muziek voor de film Zozo, waarvoor hij in 2006 de Guldbagge kreeg. Nordén schreef de muziek voor de Nederlandse film Lucia de B. uit 2014, de film is de Nederlandse inzending voor de Oscars en werd uiteindelijk genomineerd voor de categorie: Beste niet-Engelstalige film.
Adam Nordén componeerde de leadermuziek en jingles van de edities van het Eurovisiesongfestival in 2013 en 2016 die in Zweden werden georganiseerd. In zijn carrière maakt hij muziek voor verschillende producties van van de Zweedse omroep SVT. Waaronder Wallander, The Restaurant en Beck, gebaseerd op de verhalen van schrijvers Sjöwall & Wahlöö. In 2020 componeerde hij de muziek voor de Zweeds-Duitse-Litouwse serie Hamilton.

## Selectie van werk
- 2001-2021 Beck
- 2005 Zozo
- 2005-2006 Wallander
- 2014 Lucia de B.
- 2015 Welcome to Sweden
- 2017-2018 The Restaurant
- 2018-2020 Advokaten
- 2020 Love & Anarchy
- 2020 Hamilton